# 浅田香菜
浅田 香菜（あさだ かな、1993年7月16日-）は、日本の女性タレント。ミス・アースジャパンに出場したことで知られる。

## 経歴・人物
1993年7月16日、宮城県石巻市に生まれる。
2011年3月11日、被災。
2011年7月、NPO法人次代の創造工房はニュージーランド大使イアン・ケネディの提案に基づきニュージーランドホームステイプログラムを実施する。当時高校3年だった浅田は第1回の参加者の一人である。
ニュージーランドから日本へ帰国する間、溢れてくる感謝の想いをどうすれば伝える事が出来るのか。ずっと考えていました。「あの時、頂いた力で、ここまで成長することが出来ました」と、いつか必ず伝えたい。その気持ちは現在も、迷ったり悩んだりした時に決断する１つの原動力になっています。—浅田香菜、
と後に語る。2014年3月の311チャリティコンサートでは第1回の参加者として支援への感謝、今の活動についてスピーチする。
2012年3月14日、TOKYO FMの『LOVE&HOPE～ヒューマン･ケア･プロジェクト』で放送される。同番組ではニュージーランドにホームステイした前年7月から浅田を取材していた。2012年、女優になる夢をかなえるために石巻市から上京。
2014年6月、株式会社エコLOVE（現・株式会社Pasona art now）在職中にミス・アースジャパンに出場、ファイナリストに残る。同じくファイナリストに残った片岡真子も同社の社員である。
2014年12月15日 - 16日、株式会社エコLOVE社員として世田谷ボロ市を取材。この時期、各種イベントの司会やモデルとして活動していた。
好きな食べ物は塩辛、明太子、ラーメン(家系)。好きな飲み物はレモンサワー、水、麦茶。